# Präz
Präz (toponimo tedesco; in romancio Preaz, in italiano Prezio, desueto) è una frazione di 159 abitanti del comune svizzero di Cazis, nella regione Viamala (Canton Grigioni).

## Geografia fisica
Präz è situato nell'Heinzenberg, alla sinistra del Reno Posteriore; il punto più elevato del territorio è la cima del Präzer Höhi (2 120 m s.l.m.).

## Storia

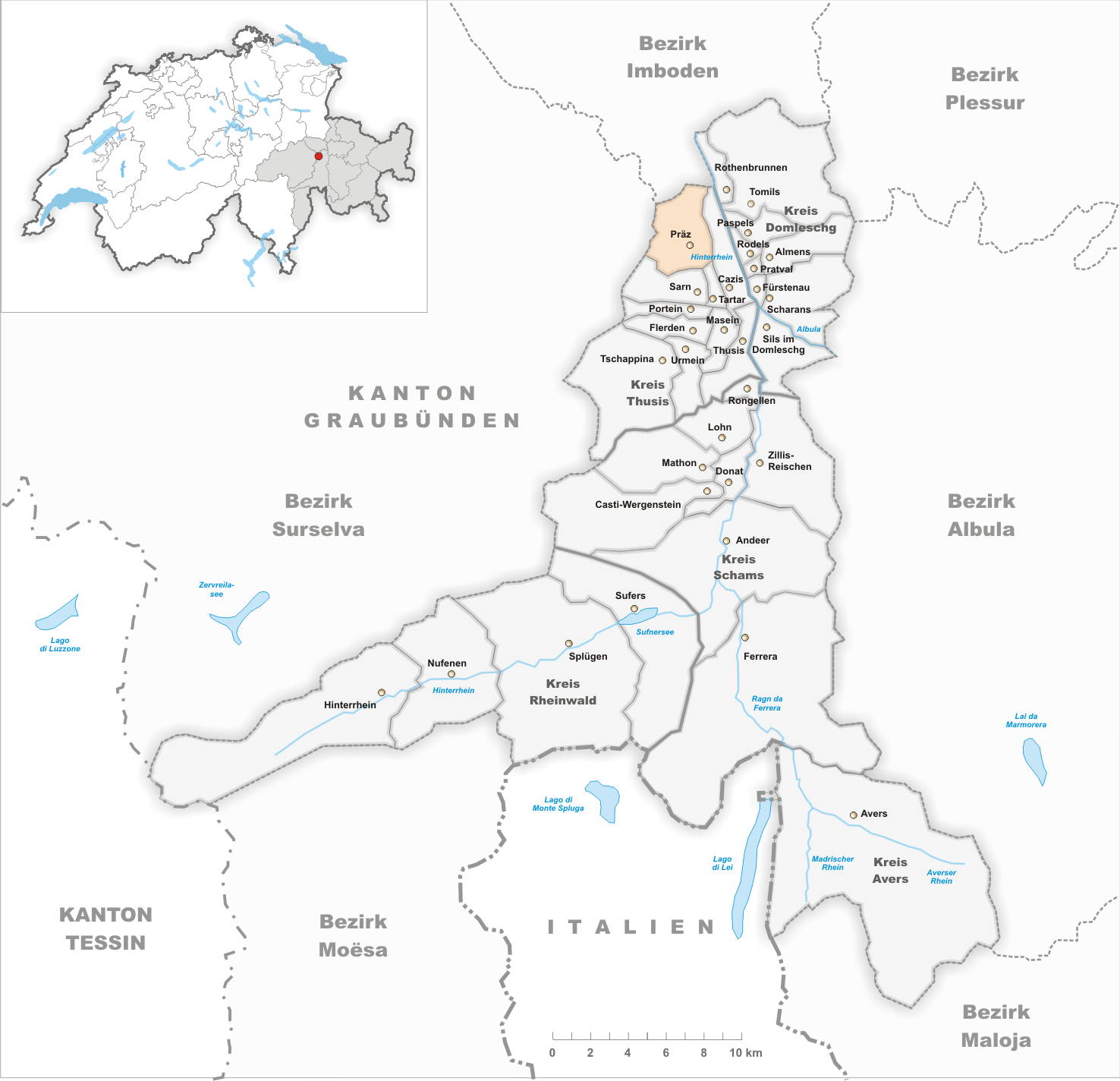
Il territorio del comune di Präz prima degli accorpamenti comunali del 2009

Già comune autonomo che si estendeva per 11,35 km² e che comprendeva anche le frazioni di Dalin e Raschlinas, il 1º gennaio 2010 è stato accorpato al comune di Cazis assieme agli altri comuni soppressi di Portein, Sarn e Tartar.

## Monumenti e luoghi d'interesse
- Chiesa riformata dei Santi Maria e Giorgio, attestata dal 1495[1];
- Rovine del castello di Heinzenberg, eretto nel 1200 circa[1].

## Società

### Evoluzione demografica
L'evoluzione demografica è riportata nella seguente tabella:
Abitanti censiti

## Economia
L'economia locale trae impulso principalmente dall'allevamento e dall'agricoltura.

## Infrastrutture e trasporti
Dista 6 km dalla stazione ferroviaria di Cazis e 6,5 km dall'uscita autostradale di Thusis nord, sulla A13/E43; dista 29 km da Coira.